# برهان الدين البيجوري
الإمام الفقيه اسمه برهان الدين أبو إسحق إبراهيم بن أحمد البيجوري المعروف بالبرهان البيجوري (750 - 825 هـ). فقيه أصولي شافعي.
له حاشية على الروضة للنووي في الفروع.

## تلامذته
أخذ عنه جلال الدين المحلي الفقه. كما اخذ عنه محمد بن الحسن النواجي.